# 第66回ヴェネツィア国際映画祭
第66回ヴェネツィア国際映画祭は、2009年9月2日から12日にかけて開催された。審査委員長はアン・リーが務め、イスラエル映画の『レバノン』が金獅子賞を受賞した。

## 映画祭ラインナップ
|                  | 邦題               | 原題       | 監督                     | 製作国   |
| ---------------- | ------------------ | ---------- | ------------------------ | -------- |
| オープニング作品 | シチリア!シチリア! | Baarìa     | ジュゼッペ・トルナトーレ | イタリア |
| クロージング作品 |                    | 成都我爱你 | フルーツ・チャン 崔健    | 中国     |

### コンペティション部門
以下25作品が金獅子賞を争った。
| 邦題                           | 原題                                     | 監督                         | 製作国                             |
| ------------------------------ | ---------------------------------------- | ---------------------------- | ---------------------------------- |
| シチリア!シチリア!             | Baarìa                                   | ジュゼッペ・トルナトーレ     | イタリア/ フランス                 |
| ソウル・キッチン               | Soul Kitchen                             | ファティ・アキン             | ドイツ/ トルコ                     |
| 時の重なる女                   | La doppia ora                            | ジュゼッペ・カポトンディ     | イタリア                           |
|                                | Persécution                              | パトリス・シェロー           | フランス                           |
| アクシデント                   | 意外                                     | ソイ・チェン                 | 香港/ 中国                         |
| まっさらな光のもとで           | Lo spazio bianco                         | フランチェスカ・コメンチーニ | イタリア                           |
| ホワイト・マテリアル           | White Material                           | クレール・ドニ               | フランス                           |
| ミスター・ノーバディ           | Mr Nobody                                | ジャコ・ヴァン・ドルマル     | ベルギー/ フランス/ ドイツ/ カナダ |
| シングルマン                   | A Single Man                             | トム・フォード               | アメリカ合衆国                     |
| ルルドの泉で                   | Lourdes                                  | ジェシカ・ハウスナー         | オーストリア                       |
| バッド・ルーテナント           | Bad Lieutenant: Port of Call New Orleans | ヴェルナー・ヘルツォーク     | アメリカ合衆国                     |
| ザ・ロード                     | The Road                                 | ジョン・ヒルコート           | アメリカ合衆国                     |
|                                | Ahasin Wetei                             | ヴィムクティ・ジャヤスンダラ | スリランカ                         |
|                                | El Mosafer                               | Ahmed Maher                  | エジプト                           |
| レバノン                       | לבנון                                    | サミュエル・マオス           | イスラエル                         |
|                                | Lola                                     | ブリランテ・メンドーサ       | フィリピン                         |
| キャピタリズム〜マネーは踊る〜 | Capitalism: A Love Story                 | マイケル・ムーア             | アメリカ合衆国                     |
|                                | زنان بدون مردان                          | シリン・ネシャット           | ドイツ/ オーストリア/ フランス     |
|                                | Il grande sogno                          | ミケーレ・プラチド           | イタリア/ フランス                 |
| 小さな山のまわりで             | 36 vues du Pic Saint-Loup                | ジャック・リヴェット         | フランス/ イタリア                 |
| サバイバル・オブ・ザ・デッド   | Survival of the Dead                     | ジョージ・A・ロメロ          | アメリカ合衆国                     |
|                                | Life During Wartime                      | トッド・ソロンズ             | アメリカ合衆国                     |
| 鉄男 THE BULLET MAN            | N/A                                      | 塚本晋也                     | 日本                               |
|                                | 淚王子                                   | 楊凡                         | 中国/ 香港/ 台湾                   |
| 狂気の行方                     | My Son, My Son, What Have Ye Done?       | ヴェルナー・ヘルツォーク     | アメリカ合衆国                     |

### コンペティション外
| 邦題                   | 原題                             | 監督                                                   | 製作国               |
| ---------------------- | -------------------------------- | ------------------------------------------------------ | -------------------- |
| クロッシング           | Brooklyn's Finest                | アントワーン・フークア                                 | アメリカ合衆国       |
|                        | 成都我爱你                       | フルーツ・チャン 崔健                                  | 中国                 |
|                        | दिल्ली 6                            | Rakeysh Omprakash Mehra                                | インド               |
|                        | देव-डी                             | アヌラーグ・カシャップ                                 | インド               |
|                        | गुलाल                              | アヌラーグ・カシャップ                                 | インド               |
|                        | L'oro di cuba                    | ジュリアーノ・モンタルド                               | イタリア             |
|                        | Le ombre rosse                   | フランチェスコ・マゼリ                                 | イタリア             |
|                        | Napoli Napoli Napoli             | アベル・フェラーラ                                     | イタリア             |
|                        | Prove per una tragedia siciliana | Roman Paska ジョン・タトゥーロ                         | イタリア             |
| REC/レック2            | REC 2                            | ジャウマ・バラゲロ パコ・プラサ                        | スペイン             |
|                        | إحكي يا شهرزاد                   | ユースリー・ナスラッラー                               | エジプト             |
|                        | South of the Border              | オリバー・ストーン                                     | アメリカ合衆国       |
| ザ・ホール             | The Hole in 3D                   | ジョー・ダンテ                                         | アメリカ合衆国       |
| インフォーマント!      | The Informant!                   | スティーヴン・ソダーバーグ                             | アメリカ合衆国       |
| ヤギと男と男と壁と     | The Men Who Stare at Goats       | グラント・ヘスロヴ                                     | アメリカ合衆国       |
| トイ・ストーリー 3D    | Toy Story 3D                     | ジョン・ラセター                                       | アメリカ合衆国       |
| トイ・ストーリー2 3D   | Toy Story 2 3D                   | ジョン・ラセター アッシュ・ブラノン リー・アンクリッチ | アメリカ合衆国       |
| ヴァルハラ・ライジング | Valhalla Rising                  | ニコラス・ウィンディング・レフン                       | デンマーク/ イギリス |
| よなよなペンギン       | N/A                              | りんたろう                                             | 日本/ フランス       |

## 審査員

### コンペティション部門
- アン・リー （ 台湾/映画監督）、審査員長
- セルゲイ・ボドロフ （ ロシア/映画監督）
- サンドリーヌ・ボネール （ フランス/女優）
- リリアーナ・カヴァーニ （ イタリア/映画監督）
- ジョー・ダンテ （ アメリカ合衆国/映画監督）
- アヌラーグ・カシャップ （ インド/映画監督）
- ルチアーノ・ リガブーエ （ イタリア/歌手、映画監督）

## 受賞結果
- 金獅子賞 （作品賞）
  - 『レバノン』 （サミュエル・マオス）
- 銀獅子賞 （監督賞）
  - シリン・ネシャット （『男のいない女たち』）
- 審査員特別賞
  - 『ソウル・キッチン』 （ファティ・アキン）
- ヴォルピ杯
  - 男優賞：コリン・ファース （『シングルマン』）
  - 女優賞：クセニア・ラパポルト （『時の重なる女』）
- マルチェロ・マストロヤンニ賞 （新人俳優賞）
  - ジャスミン・トリンカ （『Il Grande Sogno』）
- 金のオゼッラ賞
  - 脚本賞：トッド・ソロンズ （『Life During Wartime』）
  - 技術貢献賞：シルヴィー・オリヴィエ （『ミスター・ノーバディ』）